# جی. سی. مک‌کنزی
جی. سی. مک‌کنزی (به انگلیسی: J. C. MacKenzie) (زاده ۱۷ اکتبر ۱۹۷۰) بازیگر کانادایی است. او بیشتر برای بازی در مجموعه تلویزیونی اچ‌بی‌او واینل (۲۰۱۶) و فرشته تاریکی (۲۰۰۲–۲۰۰۰) محصول شبکه فاکس شناخته‌می‌شود. مک‌کنزی همچنین در چندین فیلم مارتین اسکورسیزی نظیر هوانورد (۲۰۰۴)، رفتگان (۲۰۰۶)، گرگ وال استریت (۲۰۱۳) و مرد ایرلندی (۲۰۱۹) ظاهر شده‌است. وی فارغ‌التحصیل آکادمی موسیقی و هنرهای نمایشی لندن است.

## زندگی شخصی
مک‌کنزی با ارین کرسیدا ویلسون، فیلم‌نامه‌نویس آمریکایی ازدواج کرده‌است. آن‌ها یک پسر به نام لیام دارند و اوقات خود را در لس آنجلس و نیویورک می‌گذرانند.

## فیلم‌شناسی

### فیلم
- سنگین (۱۹۹۵)
- کلاکرز (۱۹۹۵)
- او بازی را برد (۱۹۹۸)
- هوانورد (۲۰۰۴)
- قتل ریچارد نیکسون (۲۰۰۴)
- بازگشت (۲۰۰۶)
- رفتگان (۲۰۰۶)
- دیوانه پول (۲۰۰۸)
- روزی که دنیا از حرکت ایستاد (۲۰۰۸)
- من یکی و تنها (۲۰۰۹)
- گرگ وال استریت (۲۰۱۳)
- بازی مالی (۲۰۱۷)
- مرد ایرلندی (۲۰۱۹)
- شکار (۲۰۲۰)
- هدف شماره یک (۲۰۲۰)
- دادگاه شیکاگو هفت (۲۰۲۰)

### تلویزیون
- بی‌واچ (۱۹۹۰)
- نظم و قانون (۱۹۹۴)
- فرشته تاریکی (۲۰۰۲–۲۰۰۰)
- مانک (۲۰۰۲)
- سی‌اس‌آی: میامی (۲۰۰۳)
- نظم و قانون: قصد جنایی (۲۰۰۴)
- جاگ (۲۰۰۴)
- ۲۴ (۲۰۰۷)
- ان‌سی‌آی‌اس (۲۰۰۷)
- کدبانوهای وامانده (۲۰۰۸)
- سی‌اس‌آی: میامی (۲۰۰۹)
- دکستر (۲۰۰۹)
- متوسط (۲۰۰۹)
- نظم و قانون: واحد قربانیان ویژه (۲۰۱۰)
- روان‌کاو (۲۰۱۰)
- مهره سوخته (۲۰۱۱)
- عشق بزرگ (۲۰۱۱)
- ابتدایی (۲۰۱۳)
- خانه پوشالی (۲۰۱۳)
- واینل (۲۰۱۶)
- او ای (۲۰۱۶)
- خانم وزیر (۲۰۱۷)